# 库尼亚
库尼亚是巴西圣保罗州的一个市镇。总面积1407.172平方公里，总人口22951人，人口密度16.3人/平方公里。